# Азиангбе, Коджо
Коджо́ Жан Клод Азиангбе́ (фр. Kodjo Jean Claude Aziangbe; род. 14 декабря 2003, Цевие, Приморская область) — тоголезский футболист, полузащитник клуба «Иокогама Ф. Маринос» и сборной Того.

## Клубная карьера
Во взрослом футболе дебютировал в 2021 году выступлениями за команду «Ан-Наср» (Дубай), в которой провел два сезона, приняв участие в 21 матче чемпионата.
1 сентября 2023 года был отдан в аренду на сезон в луганскую «Зарю». 12 октября дебютировал за клуб в матче 1/8 финала кубка Украины против «Мариуполя» (1:0), а уже 20 октября дебютировал и в Премьер-лиге в матче с «Оболонью» (4:2).

## Карьера в сборной
14 июня 2023 года дебютировал в официальных матчах в составе национальной сборной Того в товарищеской игре против Лесото (2:0), заменив на 63 минуте Самуэля Асамоа.